# 調査報告 STAP細胞 不正の深層
『調査報告 STAP細胞 不正の深層』（ちょうさほうこく スタップさいぼう ふせいのしんそう）は、2014年7月27日に日本放送協会（NHK）が『NHKスペシャル』でSTAP細胞事件について放送した報道番組。
後に、「名誉毀損の人権侵害が認められる」「放送倫理上の問題があった」として放送倫理・番組向上機構により勧告を受けた。

## 番組内容
2014年1月科学誌『ネイチャー』に掲載された小保方晴子、チャールズ・バカンティ、若山照彦、笹井芳樹らによるSTAP細胞（刺激惹起性多能性獲得細胞）に関する論文について、なぜこのような論文を発表したのか、また実験に問題はなかったのかを検証した番組である。
放送では論文の画像やグラフの7割に不審点があることを複数の専門家が指摘。若山へのインタビューや小保方と笹井の私的なメールのやり取りなども放送された。

## 出演者
- 山根基世、山中伸弥、若山照彦、竹市雅俊、三木孝、中山敬一、笹井芳樹、小保方晴子、チャールズ・バカンティ、篠原彰、遠藤高帆、マーティン・エバンズ、鍋島陽一、ジョージ・ディリー、仲野徹、高濱洋介、石埜正穂、フィリップ・キャンベル、カレン・シュミット、ニコラス・ステネック、川合眞紀[7]

## 放送前
7月23日、小保方は神戸市内で取材に来たNHKの取材スタッフから追跡取材を受け、そこから逃げる際に負傷、全治2週間の診断を受けた。代理人弁護士の三木秀夫がNHKに抗議、その後NHKから謝罪があった。
NHKは番組HP等で「史上空前と言われる論文の捏造」などといった強い文面を含む告知を出していた。ネット上ではこうした不正を前提にした内容に注目が集まっていたという。

## 放送後
小保方側は同番組について「偏った内容だ」「集団リンチの先頭を切っている」と批判した。また負傷したことについても刑事告訴も検討していることも明かした。
笹井の自殺についてこの番組が引き金になったのではないかという報道や、通常番組の最後に出る制作スタッフのクレジットが出なかったことに疑問を唱えた上で、小保方氏の実験ノートのコピーが写し出された事が法令違反に当たる可能性があるといった指摘なども出た。
NHKが公表している視聴者対応報告には、2014年7月分に1288件、8月分に586件の反響が寄せられた。週別では、2014年7月21日から2014年7月27日の間で596件、2014年7月28日から2014年8月3日の間で628件、2014年8月4日から2014年8月17日の間で508件となっていて、いずれも視聴者への意見の内容は「番組自体への意見と取材方法についての意見等」となっている。
放送倫理・番組向上機構(BPO)の放送人権委員会は、2015年8月19日、STAP細胞の論文不正問題を特集したNHKのドキュメンタリー番組「調査報告 STAP細胞 不正の深層」が審理入りしたことを明らかにした。2017年2月10日、BPOは、「STAP細胞とされるES細胞は若山研究室の元留学生が作製し、 申立人の研究室で使われる冷凍庫に保管されていたものであって、これを申立人が何らかの不正行為により入手し混入してSTAP細胞を作製した疑惑があるとする事実摘示については、名誉毀損の人権侵害が認められる」とする勧告を出し、NHKに対し再発防止に努めるよう求めた。